# جان أرشيبالد
جان أرشيبالد (بالإنجليزية: Jan Archibald)‏ هي فنانة مكياج بريطانية، ولدت في أكتوبر 1949 في لندن في المملكة المتحدة.

## وصلات خارجية
- جان أرشيبالد على موقع IMDb (الإنجليزية)
- جان أرشيبالد على موقع ألو سيني (الفرنسية)
- جان أرشيبالد على موقع أول موفي (الإنجليزية)
- جان أرشيبالد على موقع قاعدة بيانات الأفلام السويدية (السويدية)
- جان أرشيبالد على موقع قاعدة بيانات الفيلم (الإنجليزية)